# علف قوش (سرده)
زاغک یا علف قوش (نام علمی: Hieracium) نام یک سرده از تیره کاسنیان است.
به زاغک، علف قوش و قوش‌علف هم گفته شده‌است.

## گونه‌ها
- حلبوب Hieracium pilosella
- زاغکصاف Hieracium laevigatum
- علف قوش چتری Hieracium umbellatum
- قلم‌موی شیطان Pilosella aurantiaca